# Werther Pålsson

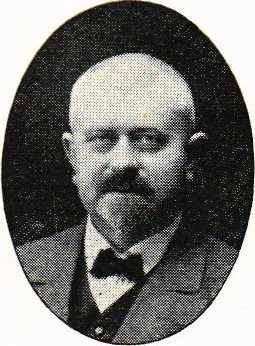
Anders Werther Pålsson

Anders Werther Pålsson, född 23 maj 1867 i Sankt Ibbs församling, Malmöhus län, död 17 juli 1952, var en svensk psykiater.
Pålsson blev student vid Lunds universitet 1884, medicine kandidat 1896 och medicine licentiat 1908. Han var praktiserande läkare i Kävlinge, Malmöhus län, 1909–10; biträdande hospitalsläkare vid Göteborgs hospital från 1910–20 och hospitalsläkare där 1920–32 (från 1931 var tjänstens benämning förste läkare vid Sankt Jörgens sjukhus).